# جورج كتورة
جورج كتورة (1945-) هو كاتب ومترجم لبناني، وهو أستاذ الفلسفة في كلية الآداب والعلوم الإنسانية في الجامعة اللبنانية، حصل على دكتوراه في الفلسفة من جامعة توبنجن بألمانيا الغربية في 1977، وهو عميد سابق لكلية الإعلام في الجامعة اللبنانية، كما تولى إدارة كلية الآداب ورئاسة قسم الفلسفة.
ألف العديد من المؤلفات أبرزها «محاضرات في علم الاجتماع»، و«الانثربولوجيا والاستعمار»، و«معجم العالم الإسلامي»، كما ترجم العديد من الأعمال الهامة ومنها «العولمة الثقافية»، و«سوسيولوجيا المثقفين»، «جدل التنوير».
كرمه المركز القومي للترجمة في فعاليات يوم المترجم في 2018. 

## مؤلفات
صدرت له عدة أعمال أدبية منها:
- «محاضرات في علم الاجتماع»، أدورنو، 1989.
- «الأنثروبولوجيا والاستعمار»، ليكلرك 1999.
- «معجم العالم الإسلامي»، تأليف كلوس كريزر، ترجمة جورج كتورة، المؤسسة الجامعية للدراسات والنشر والتوزيع، 1992. [2]
- "ماكس فيبر والتاريخ 1995.
- «توماس هوبز»، المؤلف بونوا سبينوزا، ترجمة جورج كتورة، المكتبة الشرقية، 2018. [3]
- «جان بول سارتر»، تأليف كوهن سولال، ترجمة جورج كتوره، دار الكناب الجديد المتحدة، 2008. [4]
- «الكرد شعب بدون دولة : تاريخ وأمل»، المؤلف غنثر ديشنر، ترجمة جورج كتوره، دار الفارابي، 2014.[5]
- «المعرفة والمصلحة»، هابرماس، 1998.
- «التأويلية»، المؤلف جان غروندان، ترجمة جورج كتورة، دار الكتاب الجديد المتحدة، 2017. [6]
- «الفلسفة السياسية في القرنين التاسع عشر والعشرين»، بالاشترك مع عز الدين الخطابي، المنظمة العربية للترجمة، 2011. [7]
- «المشاركة في تحرير الموسوعة الفلسفية العربية»
- «حركة الترجمة العربية لأعمال الفكر السياسي الحديث»، بالاشتراك مع آخرين، مؤسسة الملك عبد العزيز، 2011.[8]
- «أطلس الفلسفة»، سلسلة المكتبة الشرقية.
- «الفلسفة الأمريكية»، تأليف جيرار ديلودال، ترجمة جورج كتورة وإلهام الشعراني، المنظمة العربية للترجمة. [9]
- «العولمة الثقافية: الحضارات على المحك»، تأليف جيرار ليكلرك ترجمة جورج كتورة، دار الكتاب الجديد المتحدة، 2004. [10]
- «سوسيولوجيا المثقفين»، ترجمة، دار الكتاب الجديد المتحدة، 2005.
- «جدل التنوير: شذرات فلسفية»، تأليف ثيودور أدورنو، ترجمة جورج كتوره، دار الكتاب الجديد المتحدة، 2005، عدد الصفحات: 328 صفحة. [11]
- «فلسفة حضارات العالم : نظريات الحقيقة وتأويلها»، تأليف أنطون غرابنر هايدر، نرجمة جورج كتورة، مؤسسة محمد بن راشد آل مكتوم، دبي، 2010، عدد الصفحات: 479 صفحة. [12]
- «معجم العلوم الإنسانية»، تأليف :جان فرانسوا دورتيي، ترجمة جورج كتورة، المؤسسة الجامعية للدراسات والنشر، بيروت، 2009، عدد الصفحات: 1189 صفحة.
- «طبائع الكواكبي في طبائع الإستبداد : دراسة تحليلية». [13]
- «التاريخ وكتابة التاريخ في لبنان خلال القرنين التاسع عشر والعشرين : الفهم الذاتي للتاريخ : اشكاله ووظائفه»، تأليف أكسيل هافمان، ترجمة جورج كتورة، المعهد الألماني للأبحاث الشرقية في بيروت، 2011. [14]
- «العلم وسياسة بوصفهما حرفة»، تأليف ماكس فيبر، ترجمة جورج كتورة، مراجعة وتقديم رضوان السيد. [15]
- «مجتمع المخاطرة»، تأليف أولريش بيك، ترجمة جورج كتورة وإلهام الشعراني، المكتبة الشرقية، 2009. [16]
- «مستقبل الطبيعة الإنسانية»، تأليف يورغين هابرماس، ترجمة جورج كتوره، المكتبة الشرقية، 2007. [17]
- «سلام للبشر المسيحية والإسلام ينظران إلى السلام في أسسه ومشاكله وأبعاده المقبلة»، المؤلف أندراوس بشته، وعادل تيودور خوري وآخرون، ترجمة أسعد قطان وجورج كتورة، المكتبة البولسية، 1998. [18]

مراجعات:
- «عن الحق في الفلسفة»، تأليف: جاك دريدا، ترجمة عز الدين الخطابي، مراجعة جورج كتورة، المنظمة العربية للترجمة، 2010. [19]
- «الحداثة وخطابها السياسي»، تأليف يورغن هابرماس، ترجمة جورج تامر، مراجعة جورج كتورة، دار النهار للنشر، 2002. [20]
- «علم الاخلاق»، تأليف باروخ باروخ سبينوزا، ترجمة جلال الدين سعيد، مراجعة جورج كتورة، المنظمة العربية للترجمة، 2009. [21]
- «بحث في المعطيات المباشرة للوعي»، تأليف هنري هنري برغسون، ترجمة الحسين الزاوي، مراجعة جورج كتورة، المنظمة العربية للترجمة. [22]
- «أزمة العلوم الأوروبية والفنومينولوجيا الترنسندنتالية : مدخل إلى الفلسفة الفنومينولوجية»، المؤلف إدموند هوسرل، ترجمة إسماعيل المصدق، مراجعة جورج كتورة، المنظمة العربية للترجمة، 2008.[23]